# Misión Láser
Misión Láser es una película de acción protagonizada por Brandon Lee y Ernest Borgnine. La película también fue lanzada bajo el título de Soldado de la Fortuna en Hispanoamérica.

## Argumento
La película trata de un mercenario llamado Michael Gold (Brandon Lee), el cual es enviado para convencer al Dr. Braun (Ernest Borgnine), un especialista en láseres y antiguo agente de la CIA, de adquirir un diamante que fue robado con el propósito de crear armas nucleares. El Dr. Braun es capturado por la KGB y Michael es enviado a rescatarlo y recuperar el diamante. Michael solicita la ayuda de la hija del Dr. Braun, Alissa (Debi Monahan), de quien se enamora. La pareja se enfrenta al coronel Kalishnakov (Graham Clarke), al cual matan arrollándolo con un camión, al final, en el punto culminante de esta historia.
A pesar del nombre de la película, no hay muchas escenas que representen láseres: solo un par de ellas, como cuando Michael Gold pone en marcha un detector de movimiento basado en láseres.

## En renta
La película se estrenó en los Estados Unidos en VHS, cuatro años antes de la película de Brandon Lee El Cuervo. Después de la muerte prematura de Brandon Lee, Misión Láser tuvo un aumento considerable en las ventas.[cita requerida]

## Casting
- Brandon Lee es Michael Gold.
- Debi A. Monahan es Alissa.
- Ernest Borgnine es Prof. Braun
- Graham Clarke es Coronel Kalishnakov.